# Astragalus baionensis
Astragalus baionensis es una  especie de planta herbácea perteneciente a la familia de las leguminosas. Se encuentra en Europa en Francia y España.

## Distribución
Es una planta herbácea perennifolia que alcanza un tamaño de 10-40 cm de altura. Blanquecina y tomentosa,  con las hojas imparipinnadas, con 5-10 pares de hojas muy pequeñas, linear-oblongas, y estípulas fusionadas. Las flores de color azul pálido, de 12-14 mm de largo, se presentan  3-8 en racimos cortos, en pedicelos igual a la hoja.

## Distribución y hábitat
Se encuentra en las arenas de la costa del mar y en lugares bajos de los Pirineos, en el  departamento de las Landas, Gironda, Charente, Finisterre y Calvados. En España, en Fuenterrabía.
En España está considera planta extinguida, por Resolución de 1 de agosto de 2018, de la Secretaría de Estado de Medio Ambiente, por la que se publica el Acuerdo de la Conferencia Sectorial de Medio Ambiente en relación con el Listado de especies extinguidas en todo el medio natural español. BOE N.º 195, lunes 13 de agosto de 2018.

## Taxonomía
Astragalus baionensis fue descrita por Jean Louis August Loiseleur-Deslongchamps  y publicado en Flora Gallica 474. 1806.
Etimología
Astragalus: nombre genérico derivado del griego clásico άστράγαλος y luego del Latín astrăgălus aplicado ya en la antigüedad, entre otras cosas, a algunas plantas de la familia Fabaceae, debido a la forma cúbica de sus semillas parecidas a un hueso del pie.
baionensis: epíteto geográfico que alude a su localización en Baiona
Sinonimia
- Tragacantha baionensis (Loisel.) Kuntze[5]